# Tűzeső
A tűzeső (Heuchera) a kőtörőfű-virágúak (Saxifragales) rendjébe és a kőtörőfűfélék (Saxifragaceae) családjába tartozó nemzetség.

## Előfordulásuk
A tűzeső nevű növénynemzetség Észak- és Közép-Amerikából származik. A különböző fajai a Jeges-tenger egyes szigeteitől és Alaszkától kezdve, Kanada és az Amerikai Egyesült Államok nagy részén keresztül, egészen Mexikó déli feléig sokfelé megtalálhatók.

## Rendszerezés
A nemzetségbe az alábbi 43 faj és 1 hibrid tartozik:
- Heuchera abramsii Rydb.
- Heuchera acutifolia Rose
- Heuchera alba Rydb.
- Heuchera americana L.
- Heuchera bracteata (Torr.) Ser.
- Heuchera brevistaminea Wiggins
- Heuchera caespitosa Eastw.
- Heuchera caroliniana (Rosend., Butters & Lakela) E.F.Wells
- Heuchera chlorantha Piper
- Heuchera cylindrica Douglas
- Heuchera × easthamii Calder & Savile
- Heuchera eastwoodiae Rosend., Butters & Lakela
- Heuchera elegans Abrams
- Heuchera glabra Willd. ex Schult.
- Heuchera glomerulata Rosend., Butters & Lakela
- Heuchera grossulariifolia Rydb.
- Heuchera hallii A.Gray
- Heuchera hirsutissima Rosend., Butters & Lakela
- Heuchera inconstans R.A.Folk
- Heuchera lakelae R.A.Folk
- Heuchera longiflora Rydb.
- Heuchera longipetala Moc. ex Ser.
- Heuchera maxima Greene
- Heuchera merriamii Eastw.
- Heuchera mexicana J.H.Schaffn.
- Heuchera micrantha Douglas
- Heuchera missouriensis Rosend.
- Heuchera novomexicana Wheelock
- Heuchera parishii Rydb.
- Heuchera parviflora Bartl.
- Heuchera parvifolia Nutt.
- Heuchera pilosissima Fisch. & C.A.Mey.
- Heuchera puberula Mack. & Bush
- Heuchera pubescens Pursh
- Heuchera pulchella Wooton & Standl.
- Heuchera richardsonii R.Br.
- Heuchera rosendahlii R.A.Folk
- Heuchera rubescens Torr.
- vérvörös tűzeső (Heuchera sanguinea) Engelm.
- Heuchera soltisii R.A.Folk & P.J.Alexander
- Heuchera villosa Michx.
- Heuchera wellsiae R.A.Folk
- Heuchera woodsiaphila P.J.Alexander
- Heuchera wootonii Rydb.